# هری راما هری کریشنا (فیلم ۱۹۷۱)
هری راما هری کریشنا (به هندی: Hare Rama Hare Krishna) فیلمی محصول سال ۱۹۷۱ و به کارگردانی دو آناند است. در این فیلم بازیگرانی همچون دو آناند، زینت امان، ممتاز، پریم چوپرا ایفای نقش کرده‌اند.